# Speed flying

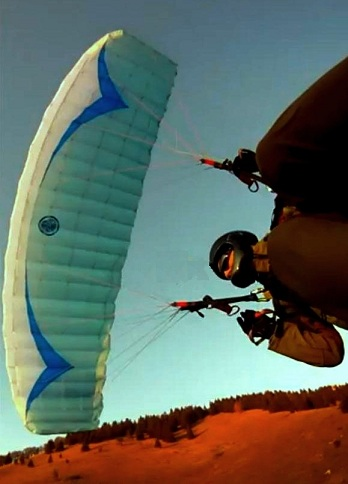

Speed flying (také speed riding) je letecký sport, při kterém se létá na malém a rychlém padákovém kluzáku, obvykle v těsné blízkosti strmého svahu. Speed flying a speed riding jsou velmi podobné sporty – zatímco při speed flyingu se startuje rozběhem, speed riding (či ski gliding) je zimní sport provozovaný na lyžích. Setrvalého letu je se speed flyingovým kluzákem možno dosáhnout na hřebenech hor při silném větru.

## Srovnání s paraglidingem a parašutismem
Speed flying je unikátní hybridní sport kombinující prvky paraglidingu, parašutismu a dokonce lyžování. Stejně jako při paraglidingu se ve speed flyingu startuje ze svahu, s křídlem nad hlavou, nafouknutým proudícím vzduchem. Na rozdíl od paraglidingu, kde se piloti snaží především o delší, mírnější let, je podstatou speed flyingu rychlá vzrušující jízda v těsné blízkosti svahu. Rychlá technika přistání speed flyingového kluzáku je obdobná technice využívané při parašutismu. Při parašutismu či skydivingu se nicméně skáče z letadla (nebo v případě tzv. BASE jumpingu z pevného objektu), a křídlo je tedy stavěné na zastavení volného pádu. Nový design hybridních křídel (či mini křídel) umožňuje vysokorychlostní lety z horských oblastí, kam pilot vyjde sám, s křídlem sbaleným v batohu. Tato křídla mohou vystoupat v silném laminárním proudění a termice stejně jako padákové kluzáky, a zároveň jsou schopna i tradičnějšího speed flyingového letu.

## Historie
Na konci sedmdesátých let začali francouzští alpinisté se starty klasických padáků ze strmých hor (tzv. pozemními starty) , a to jak rozběhem, tak na lyžích. Různými modifikacemi se tyto padáky vyvinuly ve větší, snadněji startovatelná křídla, dnes známá pod jménem padákové kluzáky (paraglide), a na pozemní starty klasických padáků se z velké části zapomnělo. O 20 let později nicméně pokroky v materiálech a soutěže v akrobatickém parašutismu blízko nad zemí (tzv. swooping) inspirovaly novou generaci francouzských a amerických pilotů k obnovení tohoto sportu. Na západě Spojených států se začalo v roce 1996 soutěžit ve slalomu na rozběhem startovaných padácích, známým jako Blade Running (či Runner), který od roku 2005 pokračuje pod názvem Blade Raid. V roce 2001 a 2002 rozšířil tento sport tým amerických kaskadérů, který začal natáčet videa rychlých sjezdů horských svahů v Alpách. V roce 2004 otevřel v Kalifornii jeden z jejich členů první „školu pozemních startů“, vyučující startování klasických padáků rozběhem.
Později, v roce 2005, začala skupina francouzských pilotů experimentovat s upravenými padáky a komorovými tažnými draky (kity). Francois Bon, zkušební pilot paraglidů patřící do této skupiny, nespokojený výkonem padáků při startech rozběhem, pomohl zdokonalit první design speed flyingového kluzáku – Gin Nano. Z toho se později vyvinuly další, komerční kluzáky (s plochou mezi 9 a 14 m²) konstruované pro rychlost, přenositelnost a menší klouzavý poměr. Dnes vyrábí speed flyingové kluzáky více než 30 výrobců po celém světě. Francie začala v roce 2007 pořádat první každoroční speed ridingový závod, „Speed Flying Pro Les Arcs“, kterému až do své smrti v roce 2011 vládl speed flyingový pilot Antoine Montant.
Zájem o tento sport od jeho počátků rapidně vzrostl (hlavně ve Francii a Švýcarsku) a počet speed flyingových pilotů po celém světě se odhaduje mezi 3000 až 5000. Speed flyingoví piloti už na sebe také strhli pozornost médií, především rychlými sjezdy vrcholků jako Aconcagua v Andách a mnohých dalších v Alpách. Místa k létání se dají nalézt po celém světě, a zahrnují také lyžařské dráhy ve Francii, vyhrazené čistě tomuto sportu. Ve více než 20 různých zemích vyučuje tento sport přes 100 instruktorů. Tento nový letecký sport má mnoho psaných podob (jako speedflying, speed-flying, speed flying, speed riding, speedriding, speed-riding, skigliding, ski-gliding, ski gliding, ski flying, ski-flying a ground launching), přičemž český překlad sportu jako takového ještě neexistuje.

## Speed flyingový kluzák

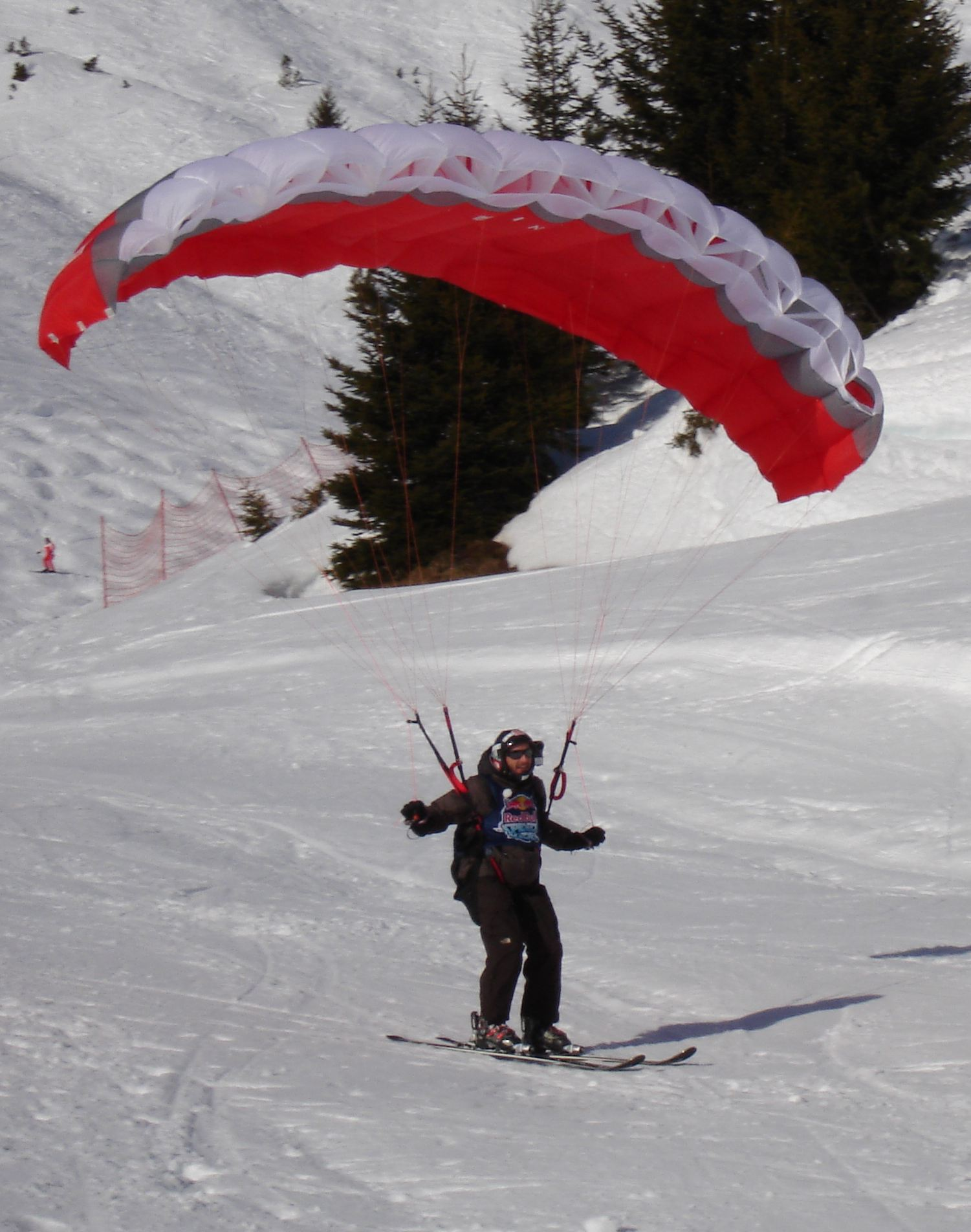

Kluzák samotný je známý pod pojmy speed glider, speed wing nebo speed flyer. Je vyroben z podobného materiálu jako padákový kluzák (paraglide) (tzn. křídlo tkané z ripstop nylonu, ošetřené polyuretanovým nebo silikonovým nástřikem, šňůry z Kevlaru nebo Dyneemy, chráněné vnějším pláštěm, a Mylarové výztuhy otvorů komor na náběžné hraně křídla). Speed flyingový kluzák je nicméně dvakrát menší než průměrný paraglide (viz tabulka níže). Malý rozměr křídla a specifický design mu propůjčují mnohem menší klouzavý poměr, a je tedy vhodný letu v blízkosti svahu. Menší rozměr také dovoluje s kluzákem létat ve větrnějších podmínkách a minimalizuje jeho hmotnost pro přenášení v batohu. Speed flyingový kluzák je schopen létat rychlostí mezi 30–145 km/h, zatímco paraglide je schopen vyvinout rychlost pouze mezi 20–70 km/h.
Některými svými charakteristikami se podobá padáku typu křídlo používanému při seskocích z letadla. Od toho se však stále dost liší, protože je daleko lehčí, lépe manévrovatelný, nemá výtažný padáček a slider, a není určený k zastavení volného pádu. Pilot může použít klasický postroj podobný tomu používanému při parašutismu, řemínkový sedací postroj, či vycpaný sedací postroj, identický tomu používanému při paraglidingu. Speed flyingový kluzák má stahovatelné zadní řidičky (a někdy i přední), což pilotovi umožňuje měnit jejich délku a tím zvolit úhel náběhu nejlépe vyhovující aktuální strmosti svahu a povětrnostním podmínkám.
Speed flying a speed riding vyžadují rozdílnou velikost křídla, z důvodu rozdílného úhlu klouzání a techniky startu. Speed flying vyžaduje větší a pomalejší křídlo vhodné pro starty rozběhem (mezi 13 a 18 čtverečními metry), zatímco speed riding vyžaduje menší, rychlejší křídlo vhodné pro starty na lyžích (mezi 8 a 14 čtverečními metry). To dovoluje pilotovi pravidelně dosedat a rychle sjíždět svah na lyžích nebo snowboardu.
|                                     | Speed flyingové kluzáky | Padákové kluzáky (paraglide) | Padáky            |
| Plocha                              | 5.5–18 m2               | 20–35 m2                     | 5.4–25 m2         |
| Maximální klouzavý poměr            | 3:1–8:1                 | 8:1–11:1                     | 3:1               |
| Rozmezí rychlosti                   | 30–145 km/h             | 20–70 km/h                   | 25–145 km/h       |
| Rozmezí štíhlosti křídla            | 2.5:1–4:1               | 4:1–6:1                      | 2:1–3:1           |
| Počet řidiček                       | 2–3                     | 2–4                          | 2                 |
| Rozmezí ceny nového křídla (padáku) | 30 000–62 500 Kč        | 50 000–100 000 Kč            | 50 000–125 000 Kč |
| Hmotnost                            | 2–4 kg                  | 4–13 kg                      | 1.4–7 kg          |
| Počet Komor                         | 15–30                   | 30–80                        | 7–27              |

## Bezpečnost
Vzhledem k vysoké letové rychlosti (30–145 km/h) a bezprostřední blízkosti ke svahu s překážkami představují zranění a smrt v tomto sportu značné riziko. Od roku 2006 utrpělo více než 25 pilotů po celém světě smrtelná zranění. Díky malým rozměrům a vysokému plošnému zatížení také kluzák velmi rychle reaguje už na sebemenší pilotův pohyb, je tedy více než důležité absolvovat profesionální instruktáž. Vysoká letová rychlost nicméně pomáhá udržet kluzák natlakovaný a odolný proti kolapsu dokonce i v turbulentních podmínkách. Náležité vybavení jako helma, vycpaná sedačka a rezervní padák mohou pomoci omezit zranění. Pro bezpečné vykonávání tohoto sportu je nezbytně nutné se dokonale obeznámit s podmínkami a riziky dané letové lokace a prodělat pokročilý výcvik jak na kluzáku, tak na lyžích.

## Kluby a školení speed ridingu a speed flyingu
Vzhledem ke stále rostoucím počtům lidí praktikujících speed riding a speed flying se rozhodlo několik aktivních pilotů založit Mezinárodní speed ridingový a speed flyingový klub SkiandFly (International Speed Riding and Speed Flying Club SkiandFly). Klub pořádá pravidelné kempy, které slouží k setkávání jak začínajících, tak profesionálních pilotů. Cílem SkiandFly je podpořit růst speed ridingu a speed flyingu, a disponuje mezinárodním týmem instruktorů, trenérů a poradců zajišťujícím bezpečný start pro každého, kdo chce s tímto vzrušujícím sportem začít a dále se v něm zlepšovat. Pro vstup do SkiandFly klubu jej zájemci musí kontaktovat na jejich kontaktní stránce Archivováno 30. 1. 2015 na Wayback Machine..
Francie disponuje celou řadou speed ridingových škol situovaných v Chamonix, Les Arcs a Val-d'Isère.